# Impermeable (álbum)
Impermeable es el cuarto y último disco en solitario de Carlos Berlanga. Fue publicado en 2001, por el sello Elefant Records, un año antes de su fallecimiento.
Es un álbum que incluye diez canciones de género pop entre las que hay un cover de dos canciones: «A Cannes» (originalmente «A Vannes» compuesta por Michel Jonasz y popularizada por Françoise Hardy) y «Wave» (compuesta por Antonio Carlos Jobim).

## Producción
Para el cuarto álbum en solitario de Berlanga, posteriormente reeditado en cajas compilatorias, se escogieron una colección de canciones pop eclécticas con la intención de ofrecer un punto de inflexión en su trayectoria como compositor.
Las canciones, a excepción de los dos covers, fueron compuestas por Carlos Berlanga y las letras coescritas con Nacho Canut. Producido por Ibon Errazkin, que dio al disco un tono más acústico sin olvidar otras texturas, el disco se grabó en los estudios Rock Soul de Madrid. La mezcla y el máster se realizó en Inglaterra por Ibon Errazkin e Ian Catt.
El equipo de músicos que participó en Impermeable incluye, además del productor Errazkin (guitarra, bajo y programaciones), a Antonio Galvañ (pianos y teclados), Javier Leal (trombón), Luis Miguel Congosto (trompeta), Olga Rodríguez (violín) y Criptana Angulo (chelo). En los coros participan Alaska y Mikel Aguirre del grupo La Buena Vida.

## Lista de canciones
1. «Lady Dilema» (03:27)
2. «Por Desgracia No» (04:07)
3. «A Cannes» (03:08)
4. «Estados» (03:01)
5. «Vacaciones» (04:18)
6. «Cul De Sac» (04:15)
7. «Impermeabilizado» (03:22)
8. «Estrellas Y Planetas» (03:59)
9. «Wave» (03:11)
10. «Manga Por Hombro» (02:26)

## Recepción
La acogida por parte de los medios en su momento fue positiva y la presencia del artista en los medios también fue amplia: en febrero fue portada de Pasaporte, suplemento cultural del diario La Razón, y aparecieron entrevistas en el diario El País (Tentaciones), El Mundo (en el periódico y en el suplemento La Luna), Diario 16, Shangay Express, El Correo de Andalucía, Las Provincias o La Opinión. En marzo aparecieron entrevistas en las revistas Efe Eme, Vogue, MondoSonoro, Elle o Zero y un mes más tarde en la edición española de Rolling Stone.
Las críticas de los medios durante su publicación también fueron muy positivas: "Un disco de puro pop, más allá de modas y tendencias... Magistral, imprescindible" (Shangay Express); "Definitivamente, la sal y pimienta del pop (en castellano o no) es Carlos Berlanga... Pop clásico, pop atemporal, pop del bueno, pop del de siempre" (Rock de Lux); "Carlos Berlanga es el genuíno rey del pop" (El País de las Tentaciones).
C. F. Esteban en la crítica para LaFonoteca otorga una valoración de 4,5 sobre 5 y reseña "Un deambular exquisito entre emociones, estados, estrellas y planetas. Un delicioso viaje digno de las mejores vacaciones. Una despedida brillante de Carlos, que nos hará siempre añorar sus canciones y la brevedad de su existencia. Si realmente un disco puede tratarse de imprescindible, Impermeable lo es, sin lugar a dudas. Lástima que Carlos, como dijo Nacho Canut, no fuera tan impermeable como a él le hubiera gustado".
J. Batahola, del magazín MondoSonoro, en el reportaje "El Mejor Y Peor Disco De Carlos Berlanga" indica sobre Impermeable "Fue, por un momento, un rayo de sol en una carrera que ya no necesitaba subidones de ego alquilados a base de talonario. Igual de espontáneo –y también de crítico con su propio trabajo- que en los 80, de hedonista y sofisticado, Carlos Berlanga firmó un álbum fruto de la despreocupación que le ponía otra vez en el podio de los mejores compositores del pop nacional, aunque esta vez no se enterara casi nadie. Arropado de nuevo por Nacho Canut y Alaska, producido por Ibon Errazkin (Le Mans), con los teclados de Antonio Galvañ (Parade) y portada de Javier Aramburu, sólo necesitaba un pequeño detalle para convertirse en un álbum de culto: canciones. Y las tenía. «Vacaciones», «Lady Dilema» o «A Cannes», entre otros pequeños clásicos. Sencillas, concisas e incisivas, manejando la ironía con su habitual destreza y con cierto aire a Fangoria que no pasó desapercibido. Para bien. Ya sea por sublimar el espíritu pop a través de la electrónica más o menos sutil, por ser el primer disco que viví en su momento o porque el cínico hedonismo de sus letras encajaba perfectamente en ese periodo de mi vida, para mí es su mejor disco".